# 251 (číslo)
Dvě stě padesát jedna je přirozené číslo, které následuje po čísle dvě stě padesát a předchází číslu dvě stě padesát dva. Římskými číslicemi se zapisuje CCLI a řeckými číslicemi σνα.

## Matematika
251 je:
- Prvočíslo Sophie Germainové
- Nešťastné číslo
- Nepříznivé číslo
- Nejmenší číslo, které se dá zapsat jako součet tří kladných třetích mocnin více než jedním způsobem:[1]

{\displaystyle 251=2^{3}+3^{3}+6^{3}=1^{3}+5^{3}+5^{3}}

## Chemie
- 251 je nukleonové číslo nejstabilnějšího izotopu kalifornia[2]

## Astronomie
- (251) Sophia je planetka hlavního pásu, kterou objevil v roce 1885 Johann Palisa

## Doprava
- Silnice II/251 je česká silnice II. třídy vedoucí na trase Jirkov – Havraň – II/250[3]

## Komunikace
- +251 je mezinárodní telefonní předvolba Etiopie

## Roky
- 251
- 251 př. n. l.